# Eye of the Beholder
"Eye of the Beholder" je skladba americké heavy metalové skupiny Metallica. Vyšla jako druhý singl z jejich čtvrtého alba ...And Justice for All 30. října 1988.
Píseň nebyla od roku 1989 zahraná celá živě. Nicméně tvoří část medley skladeb z alba …And Justice for All, které bylo během 90. let často hrané jako alternativa místo celých skladeb, z nichž byly mnohé považovány za příliš obtížné, protože se skládají z mnoha kytarových částí. Jedno takové "Justice Medley" se objevilo v roce 1993 na albu Live Shit: Binge & Purge.